# Цысянь
Цыся́нь (кит. упр. 磁县, пиньинь Cí xiàn) — уезд городского округа Ханьдань провинции Хэбэй (КНР). Уезд назван по находящейся на его территории горе Цышань.

## История
При империи Хань в этих местах существовал уезд Лянци (梁期县). В период Троецарствия в царстве Вэй в 222 году был создан уезд Линьшуй (临水县). При империи Северная Чжоу в 561 году был образован уезд Фуян (滏阳县). При империи Суй в 590 году была образована административная единица более высокого уровня — область Цычжоу (慈州), в подчинение которой вошли уезды Линьшуй и Фуян; позднее эти уезды были расформированы. При империи Тан в 765 году для отличия от другой области Цычжоу с точно таким же названием к названию области был добавлен ключ «камень», и оно стало записываться как 礠州, а в 906 году, чтобы названия областей не звучали одинаково, область была переименована в Хуэйчжоу (惠州). При империи Поздняя Лян области было возвращено название Цычжоу (礠州). При империи Сун в 1113 году иероглиф, которым записывалось название области, был опять изменён, и оно стало писаться как 磁州. В конце существования монгольской империи Юань область была упразднена, но при империи Мин в 1368 году образована вновь; с 1369 года ей были подчинены уезды Уань и Шэсянь. При империи Цин в 1726 году из подчинения области были выведены все уезды. После Синьхайской революции в Китае была произведена реформа административного деления уровня, в ходе которой области были упразднены, и в 1913 году область Цычжоу была преобразована в уезд Цысянь.
В 1949 году был создан Специальный район Ханьдань (邯郸专区), и уезд вошёл в его состав. В 1958 году уезды Линьчжан и Чэнъань были присоединены к уезду Цысянь, но в 1961 году все уезды были восстановлены в прежних границах. В 1970 году Специальный район Ханьдань был переименован в Округ Ханьдань (邯郸地区). В июне 1993 года округ Ханьдань и город Ханьдань были расформированы, и образован Городской округ Ханьдань.
В апреле 2014 года полторы волости из состава уезда было передано в состав Горнодобывающего района Фэнфэн.
30 сентября 2016 года 2 посёлка и 3 волости из состава уезда было передано в состав района Ханьшань.

## Административное деление
Уезд Цысянь делится на 9 посёлков и 10 волостей.